# Fazıl Küçük
Fazıl Küçük (Nicosia, 1906 – 1984. január 15.) a Ciprusi Köztársaság első török ciprióta alelnöke.
Fazıl Küçük egy farmer fiaként született 1906-ban Nicosiában, miután befejezte a nicosiai török gimnáziumot az isztambuli, lausanne-i és párizsi egyetemeken tanult orvosnak. Miután 1937-ben visszatért Ciprusra elkezdett praktizálni, de a politika iránti érdeklődésének következtében hamarosan a török ciprióták jogainak szószólója lett. 1941-ben megalapított a Halkin Sesi (A Nép Hangja) című újságot és ő lett az igazgató szerkesztő. A brit gyarmati uralom elleni kampánya miatt az újságja, melyet máig kiadnak Észak-Ciprusban, nem kapott megjelenési engedélyt 1942-ig.
1943-ban Küçük egyike volt a Kıbrıs Adası; Türk Azınlık Kurumu' (A Ciprus szigetén lévő török kisebbség szövetsége – ismertebb nevén KATAK) alapítóinak. A párt célja a török ciprióták szociális, gazdasági és politikai jólétének támogatása volt. Miután nézeteltérései támadtak bizonyos tagokkal, Küçük elhagyta a KATAK-ot és megalapította a Kıbrıs Türk Milli Birlik Partisit (Török Ciprióták Nemzeti Egységpártja). 15 évnyi küzdelmet követően Küçük segített az Evkaf (egy török vallási pénzalap) átadásában brit irányítás alól török ciprusi alá.
Az 1959-es, egy független Ciprusi Köztársaság létrehozásáért tartott londoni és zürichi konferenciák alatt Küçük képviselte a török ciprusi közösséget és alkotmányos biztosítékokat vívott ki számukra. 1959. december 3-án az új köztársaság alelnökévé választották, mely hivatalt 1973-ig viselete, amikor Rauf Denktaş félreállította. Rossz egészsége ellenére Küçük továbbra is támogatta a török cipriótákat újságján a Halkın Sesin keresztül.
Küçük 1984. január 15-én halt meg egy westminsteri kórházban, kevesebb mint egy évvel az Észak-Ciprusi Török Köztársaság kikiáltása után.

## Fordítás
- Ez a szócikk részben vagy egészben a Fazıl Küçük című angol Wikipédia-szócikk ezen változatának fordításán alapul.  Az eredeti cikk szerkesztőit annak laptörténete sorolja fel. Ez a jelzés csupán a megfogalmazás eredetét és a szerzői jogokat jelzi, nem szolgál a cikkben szereplő információk forrásmegjelöléseként.

## Külső hivatkozások
- Short description Dr Fazıl Küçük's life
- Timeline of Dr Fazıl Küçük's life (archive link, was dead)
- Halkin Sesi Newspaper in Turkish